# Пратин
Пратин Πρατίνας (VI-V в пр. Хр.) е строгръцки трагически и лирически поет родом от Флиунт, Пелопонес. Живее и твори в Атина. Съвременник и съперник на Есхил. Вероятно той пръв въвежда на театралните състезания в Атина обичая след трагедията да бъде изпълнявана сатирна драма. От началото на V. в пр. Хр. сатирната драма (четвъртата задължителна пиеса от тетралогията), е представяна от всеки автор. Освен пиеси, Пратин пише дитирамби, химни и хипохерми. До нас са достигнали заглавията на около 50 негови творби (32 от тях – сатирни драми), от които са запзени един по-значителен фрагмент и една хипорхема. От хипорхемата става известно, че поетът не е съгласен музикалният акомпанимент на флейта да преобладава над думите в тържествената песен.